# Petschora (Fluss)
Die Petschora (russisch Печора, Komi Печӧра, nenzisch Санэроˮ яха) ist ein 1809 km langer, zum Nordpolarmeer fließender Strom im nördlichen, europäischen Teil Russlands.

## Geographie
Der Fluss entspringt im Nördlichen Ural nahe der Grenze zwischen der Republik Komi und dem Autonomen Kreis der Chanten und Mansen/Jugra, fließt anfangs westwärts, wendet sich danach nach Norden, erreicht die Stadt Petschora und tritt etwa dort in das hier noch leicht hügelige Nordrussische Tiefland ein. Etwas weiter nördlich nimmt die Petschora bei Ust-Ussa das Wasser der aus Richtung Nordosten kommenden Ussa auf. Danach knickt sie nach Westen ab und erreicht Ust-Zilma. Fortan wendet sich die Petschora erneut nach Norden und durchfließt Narjan-Mar, die am Anfang bzw. im Süden ihres Flussdeltas liegende Hauptstadt des Autonomen Kreises der Nenzen. Letztlich ergießt sich ihr Wasser in die Barentssee.
Die Städte Troizko-Petschorsk, Wuktyl und Petschora liegen am Flusslauf. Die Petschora ist schiffbar, allerdings ist sie den größten Teil des Jahres mit einer Eisdecke versehen.
Das 322.000 km² große Einzugsgebiet der Petschora wird im Osten vom Polarural und dem sich südlich anschließenden Nördlichen Ural begrenzt. Im Süden und Westen bildet der Timanrücken die Wasserscheide zu den Flusssystemen von Nördlicher Dwina und Mesen. Der Übergangsbereich zwischen Timanrücken und Ural trennt die Einzugsgebiete von Petschora und Wolga. In der Petschora-Niederung um Workuta befindet sich ein großes Steinkohleabbaugebiet mit geschätzten Vorräten von bis zu 350 Milliarden Tonnen Kohle.